# Ignacio Truyol
Ignacio Truyol (* 17. August 1973 in Madrid) ist ein ehemaliger spanischer Tennisspieler.
Truyol hatte 1996 sein erfolgreichstes Jahr. Im April bestritt er in Barcelona sein erstes ATP-Turnier und erreichte die dritte Runde, in der er gegen den späteren Finalisten Marcelo Ríos mit 6:1, 1:6, 4:6 unterlag. Im April schied er in Porto in der zweiten Runde aus. Im August gewann Truyol nach Siegen gegen Thierry Champion und Jean-Philippe Fleurian das Challenger Istanbul. Kurz danach bezwang er im ATP-Turnier von Indianapolis in der ersten Runde den Vorjahresfinalisten Bernd Karbacher, ehe er in der zweiten Runde Àlex Corretja mit 1:6, 6:4, 1:6 unterlag. Durch die bisherigen Erfolge war Truyol seit Beginn des Jahres 1996 in der Weltrangliste von Platz 238 auf Platz 108 geklettert. Er nahm noch an drei weiteren ATP-Turnieren teil, schied aber jeweils in der ersten Runde aus.
Im Januar 1997 wurde bekannt, dass Truyol im Vorjahr beim Challenger-Turnier in Ostende bei der Dopingkontrolle positiv auf Nandrolon und Pemolin getestet worden war. Er rechtfertigte sich damit, dass dies Folge einer Behandlung nach einer Verletzung durch einen spanischen Arzt gewesen sei. Trotzdem wurde er für ein Jahr gesperrt und war damit der erste Dopingfall mit anabolen Steroiden in der Tennisgeschichte.
Nach seiner Sperre erreichte Truyol 1999 bei den Challenger-Turnieren in Segovia und Budapest das Halbfinale. 2001 beendete er seine Karriere.